# Drepanogynis exemptaria
Drepanogynis exemptaria är en fjärilsart som beskrevs av Walker 1863. Drepanogynis exemptaria ingår i släktet Drepanogynis och familjen mätare. Inga underarter finns listade i Catalogue of Life.